# Vida Blue
Vida Rochelle Blue Jr. (ur. 28 lipca 1949 w Mansfield, zm. 6 maja 2023 w Tracy) – amerykański baseballista, który występował na pozycji miotacza przez 17 sezonów w Major League Baseball. Był pierwszym miotaczem w historii MLB, który został wybrany do pierwszej dziewiątki Meczu Gwiazd w dwóch ligach: American League (w 1971) i National League (w 1978).
Blue uczęszczał do DeSoto High School, gdzie grał w baseball, a także w futbol na pozycji quarterbacka. Podczas studiów na Southern University w Baton Rouge w Luizjanie miał wiele ofert ze strony klubów futbolowych, jednak zdecydował się zostać baseballistą. Wybrano go w drafcie 1967 roku w 2. rundzie przez Kansas City Athletics i początkowo grał w klubach farmerskich tego zespołu, między innymi w Iowa Oaks występującym na poziomie Triple A. W MLB zadebiutował 20 lipca 1969, w roku, w którym Athletics przenieśli siedzibę z Kansas City do Oakland, w meczu przeciwko California Angels.
21 września 1970 w wygranym 6–0 meczu przeciwko Minnesota Twins, rozegrał no-hittera. W sezonie 1971 zwyciężając w klasyfikacji ERA z wynikiem 1,82 i rozgrywając najwięcej shutoutów (8) w American League, został wybrany najbardziej wartościowym zawodnikiem oraz nagrodzony Cy Young Award, a także po raz pierwszy w karierze wystąpił w Meczu Gwiazd. W latach 1972–1974 wygrywał wraz z zespołem Athletics World Series; wystąpił łącznie w ośmiu meczach finałowych. W marcu 1978 w ramach wymiany przeszedł do San Francisco Giants, w którym występował przez cztery kolejne sezony, a w latach 1982–1983 był zawodnikiem Kansas City Royals, jednak w sierpniu 1983 klub rozwiązał z nim kontrakt. W sezonie 1984 nie zagrał ani jednego meczu. Karierę zakończył w 1986 w San Francisco Giants po tym, jak wykryto w jego organizmie kokainę.
| Nagroda/wyróżnienie         | Lata                               | Źródło |
| MVP American League         | 1971                               | [ 3 ]  |
| 6× All-Star                 | 1971, 1975, 1977, 1978, 1980, 1981 | [ 7 ]  |
| 3× zwycięzca w World Series | 1972, 1973, 1974                   | [ 3 ]  |
| AL Cy Young Award           | 1971                               | [ 14 ] |